# Parafia Matki Bożej Różańcowej w Kępnie
Parafia Matki Bożej Różańcowej w Kępnie – parafia rzymskokatolicka należąca do dekanatu Kępno diecezji kaliskiej. 
1 czerwca 2003 roku nastąpiło otwarcie kaplicy dla wiernych. Parafia została utworzona w 2006. W 2009 rozpoczęto budowę kościoła parafialnego, który został poświęcony 20 grudnia 2014 roku przez bpa  Edwarda Janiaka.